# メインクーン
メインクーン（Maine Coon）は、イエネコの中でも大きな品種のひとつであり「ジェントルジャイアント（穏やかな巨人）」という愛称を持つ身体的な特徴と、その賢さと遊び好きなことでも知られている。長毛種である。
一般的にニューイングランド地方メイン州が原産とされておりメイン州公認の「州猫」として認定されている。アメリカにおける最古、最大の品種であり、身体の模様や狩りの習性がアライグマ（ラクーン）に似ていることから命名されたが、実際にはアメリカ合衆国（アメリカ）の農場にいた猫と、船員により欧州から連れて来られた長毛種の猫の子孫と考えられている。

## 概要
メインクーンの本当の起源とアメリカで知られるようになった時期は不明であるが、諸説がある。このブリードは1800年代後半にキャットショーで人気があったが、20世紀に入り海外のロングヘア種が入ってくるようになるとその存在が危ぶまれた。メインクーンはその後人気を取り戻し、キャット・ファンシアーズ・アソシエーション（CFA）によると、2022年のランキングでは世界で二番目に人気のブリードである。

## 起源

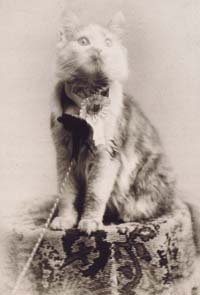
1895年5月8日にアメリカ初のキャットショーで優勝したメインクーン「コーセイ」（Cosey）

メインクーンの起源は、奇抜とも思われる逸話を含め、諸説がある。マーク・コールマン著、古谷沙梨訳「メイン・クーン」(誠文堂新光社、1996年7月)では、以下の説を紹介している。
1. カナダ地方の野生猫をルーツとする説
昔は、その風貌から土着猫とアライグマの混血であると考えられておりメイン州のアライグマ（raccoon:ラクーン）を意味する「メイン・クーン」と名づけられたとする説。
2. クーン船長の連れてきた猫とする説
ペルシャ系あるいは、アンゴラ系の猫がクーン船長によって、中国から北アメリカ東部沿海地方に連れてこられ、この猫を始祖とする説。
3. マリー・アントワネットのアメリカ亡命計画をルーツとする説
スティーブン・クロー船長の助力によりメイン州ウィスカセットへの亡命を計画し、住まいまで用意したが実現せず、形見にと船長が連れてきた王妃が愛でていたアンゴラ種の猫を始祖とする説。
4. そして、ヴァイキングの船猫であったスコーガットと風貌が似ていることから契約中に逃亡する船員と同じく逃げ出した猫と土着の猫との交配により誕生したとする説を、最も有力としている。

## 身体特徴

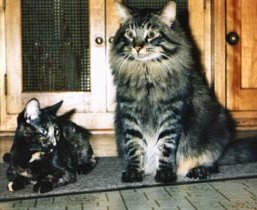
雑種（左）とメインクーン（右）の比較

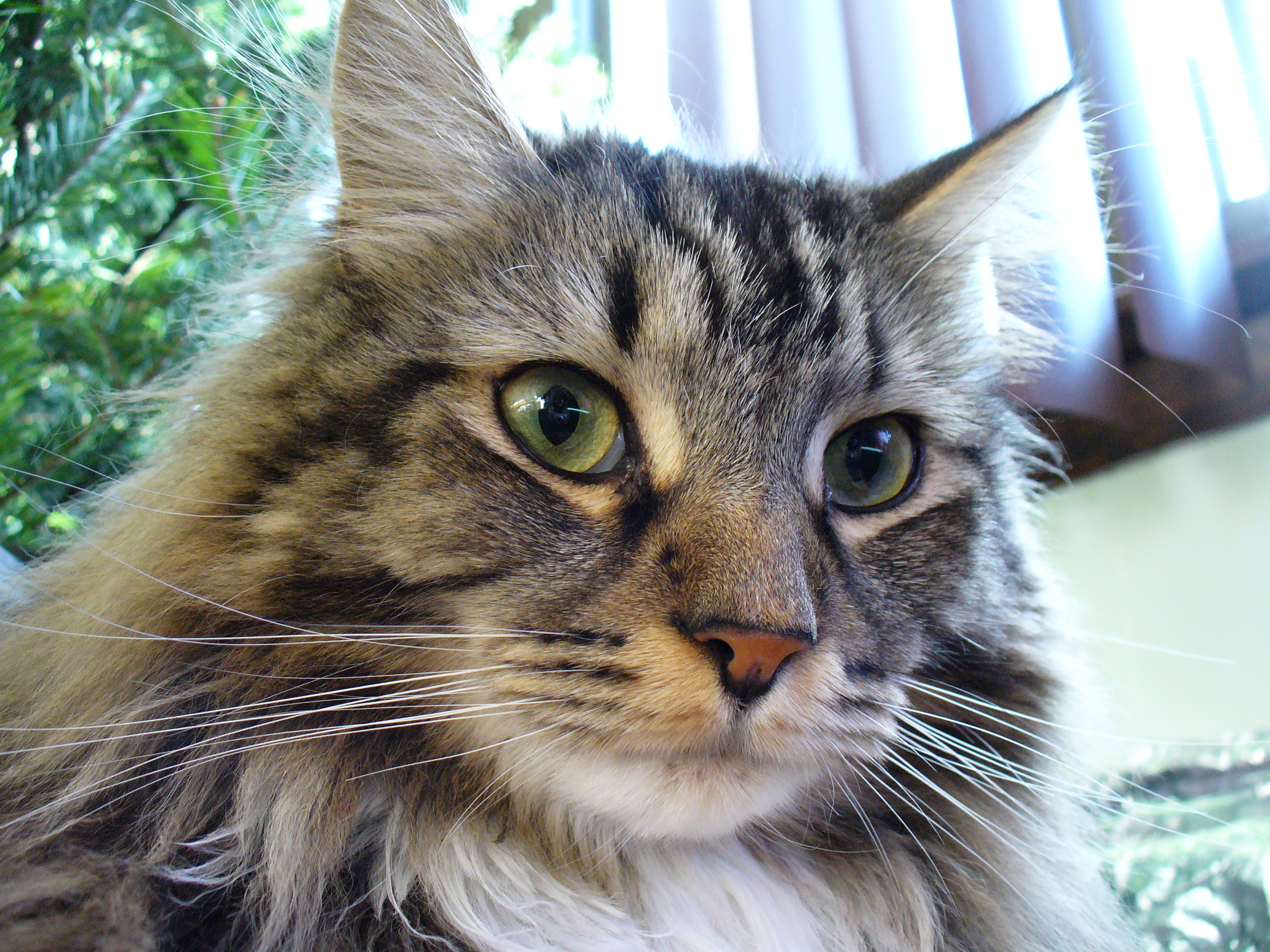
メインクーンの顔

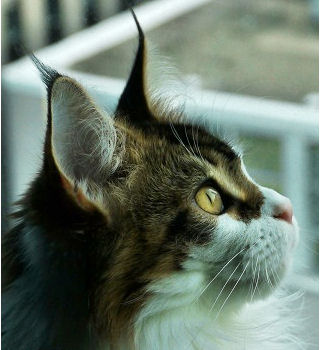
メインクーンの横顔　特徴的な大きな耳、リンクスティップス、タフト、ジェントルカーブが見られる

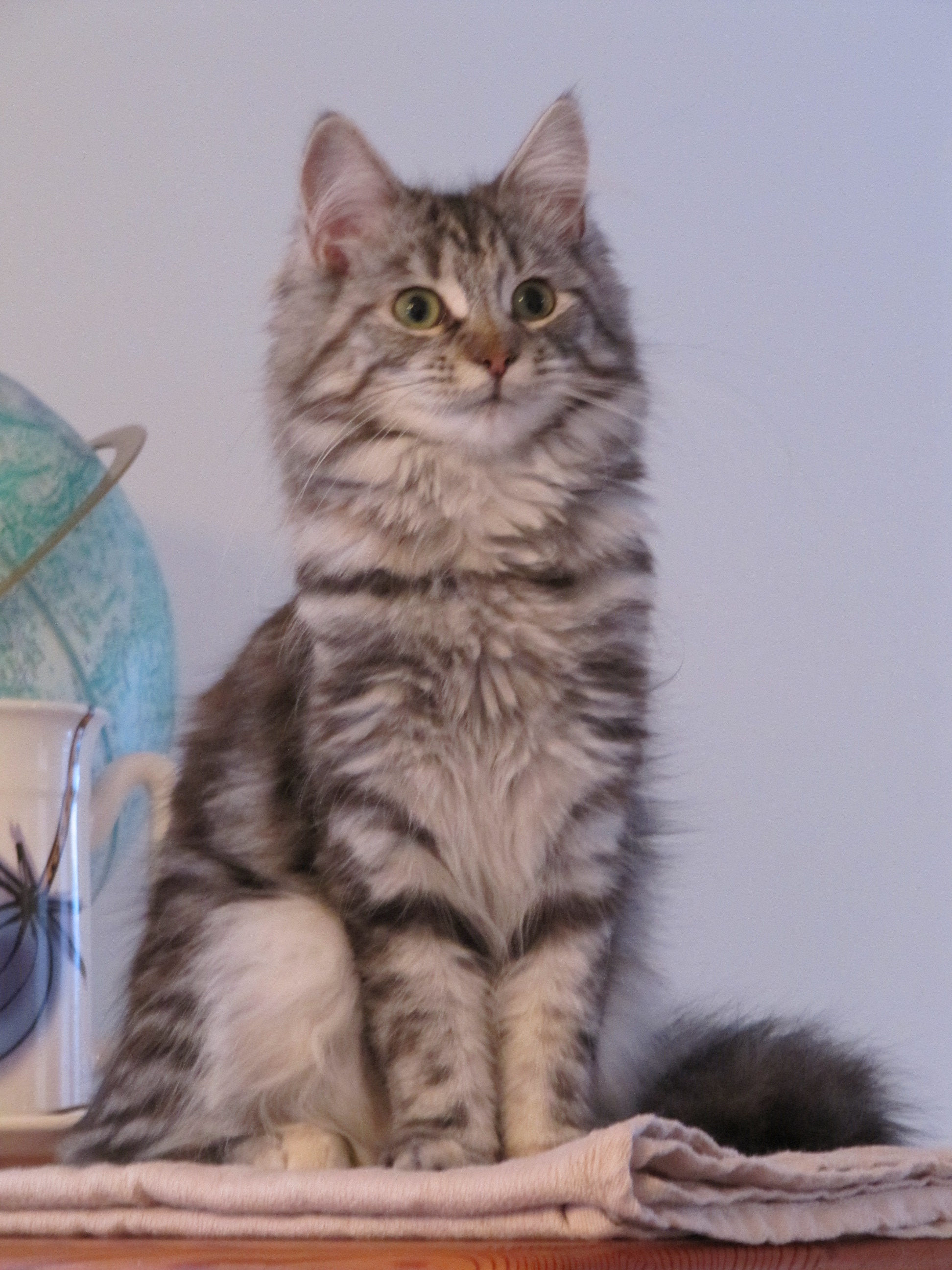
メインクーンとノルウェージャンフォレストキャットを掛け合わせた雌猫、6歳。

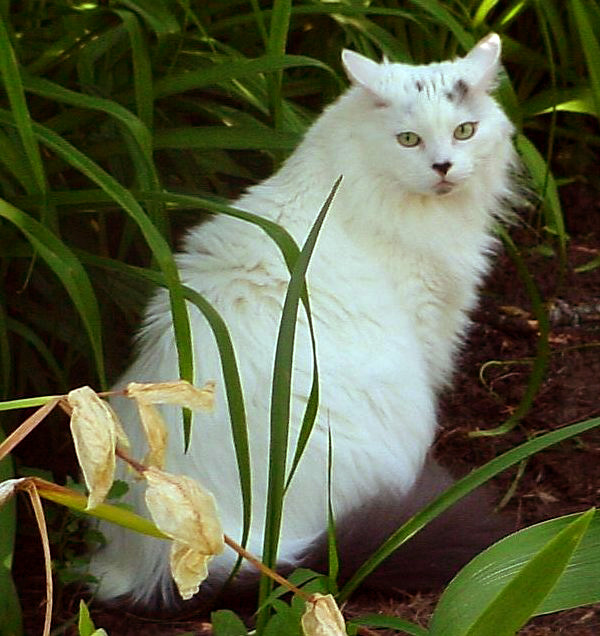
白毛のメインクーン

メインクーンは特にその大きな骨格と三角形の体型、長い毛並みで知られ、色は多彩でその知能と優しい性格も特徴とされる。肥大型心筋症や股関節異形成症の健康面での問題を持つブリードとされているが、これらは検査により遺伝子異常を発見し、発症し得るかを確認することが可能である。
メインクーンの耳は大きく、根元が幅広、頭の高い位置にあり、中にタフト（Tuft＝房毛）が豊富に付き、先端にリンクスティップス（Lynx Tips＝リンクスの耳先の飾り毛）がある。メインクーンに特徴的なリンクスティップスによって、オオヤマネコのような風貌を得ている。
メインクーンの洞毛は長く、2004年には17.4cmの洞毛を持つメインクーンが、2005年には19cmの触毛を持つメインクーンが最長の洞毛を持つ猫としてギネスに登録された。
頭の形はどちらかというと長めだが、去勢されていない雄が成長するとえらが張るようになる。顎は頑丈で、マズルはしっかりとした四角形。
横顔には、鼻筋にジェントルカーブと呼ばれる緩やかで、流線的な窪みが見られる。メインクーンと似ているノルウェージャンフォレストキャットと区別する特徴の一つとして、ジェントルカーブの有無がある。
メインクーンのボディは、筋肉質で胸幅が広く、どの部分をとっても華奢な部分が無く、がっしりとしている。胴は長めで、横から見ると長方形に見える。全体的に均整が取れていて、極端な特徴は無い。全長（鼻の先から尻尾の先にかけての長さ）は、1メートル（40インチ）を超える場合もあり2010年に123cm（48.5インチ）が最も体長の長い猫としてギネスに記録されている。成猫としての体格が出来上がるまでには、他の猫種より長い期間を要する傾向にあり、4歳から5歳で成猫としての体格が固まるとされている。2010年に世界最長の猫に認定されたメインクーンは、5歳になって記録の体長に達した。体重が11-12kg（25ポンド）に達する個体もあるが雄の成猫の平均体重は6-9kg（12-20ポンド）で雌は若干軽い3-5kg（7-11ポンド）。
メインクーンの尻尾は長く、2011年に世界一長い尻尾の猫として、前述の2010年に世界最長の猫に認定されたメインクーンが再び認定された。その際の尻尾の長さは41.5cm（16.34インチ）である。

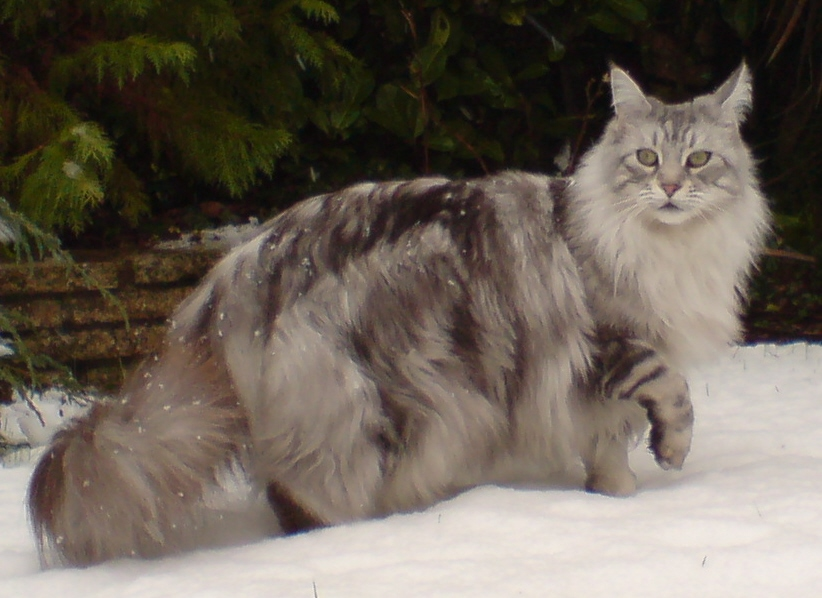
雪上のシルバータビー（銀縞）のメインクーン

最も一般的な被毛色/パターンはブラウンタビー（茶縞）であるが、単色や三毛を含むあらゆる被毛色のメインクーンが存在する。しかし、チョコレート、ラヴェンダー、濃いタビー、局所的な色パターン（サイアミーズ：シャム猫のようなポイント）のメインクーンは存在しない。
目の色も極めてバラエティに富んでいる。あらゆる被毛パターンで、グリーン、グリーンゴールド、または、ゴールドという目の色がある。被毛が白のメインクーンの場合、両目がブルー、または片目がブルーでもう一つの目がゴールド（オッドアイ）というものもいる。
額に特徴的な「M」型の模様があるのは、メインクーンの毛色に多いタビーの特徴であり、メインクーン特有ではない。
毛はミディアムロングで密集しており、胸元にはライオンのたてがみに似たひだ襟のような長い飾り毛がある。このためmaine coonをmane coon（maneはたてがみの意）と冗談交じりで表記することもある。被毛が下毛と長めの上毛の2層になっているのがメインクーンの特徴である。被毛は、一般的にとても柔らかい。パンタロンやズボンなどと呼ばれる足の後ろ側にある長い毛と、指の間にある長い毛のおかげで、寒さの中でも体温を保つことが出来る。尻尾がとても立派にふさふさとしているため、「尻尾にくっついている猫」という異名すら得ている。
初期のメインクーンは、持ち前の太足、飾り毛によって、そして多指症の兆候が強くあったため足場を取りやすく、雪上での活動に有利であったとされるが、次第に多指症の傾向は逆転するに至っている。

## 行動面の特徴
メインクーンは、極めて賢く、器用で、遊び好きな猫種である。足先を器用に丸めて物を持ち上げるなど、前足を良く使う傾向にあるため、棚の戸を開けたり、水道の蛇口を開いたり、トイレを流したり、小さなものを持ち上げたりすることを簡単に覚えてしまう。中には、直接ボウルに顔を近づけるのではなく、前足を使って水をすくって飲み、餌を食べるメインクーンも見受けられる。
メインクーンは、平均以上の知能を持っているため、トレーニングしやすい猫種のひとつであるといわれている。また、のどを鳴らすような鳴き声と、ニャーという猫の鳴き声を組み合わせたような声を出すことでも知られており、うれしい時や驚いた時にこのような声をだす傾向にあるようだ。他の猫種に比べ、メインクーンのニャーという鳴き声は高めである。仲間の猫や人間と一緒に食事をすることを好み、単独でエサを食べるのは珍しい。メインクーンは、飼い主に甘えて膝の上に乗ってくるタイプの猫種ではないといわれてはいるが、これは、個体により異なり、中には、飼い主の膝の上が大好きというメインクーンもいる。

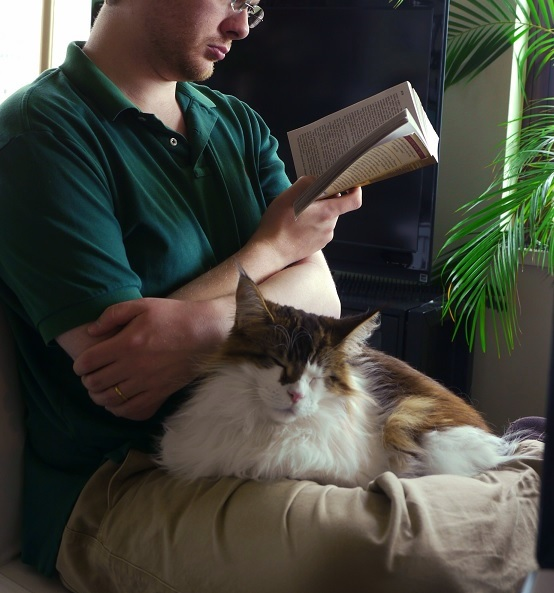
飼い主の膝の上でうたた寝するメインクーン

水の中に入ってというわけではないが、水で遊ぶことを好むメインクーンもいる。おもちゃを水に浸してから遊んだり、水のボウルをひっくり返したりすることがある。
犬のような行動をするメインクーンもいる。物を取ってくるというのは、好きなゲームの一つである。犬がそうするように、ボールを取ってきて飼い主の足元に置き、またボールを投げてもらうのを待つという遊びである。郵便物を取りに行ったり、犬の散歩に行ったりなど、日々の生活の中で飼い主についてまわることがあり、屋外にいる時でさえ、飼い主に呼ばれると戻ってくることもある。

## 健康状態

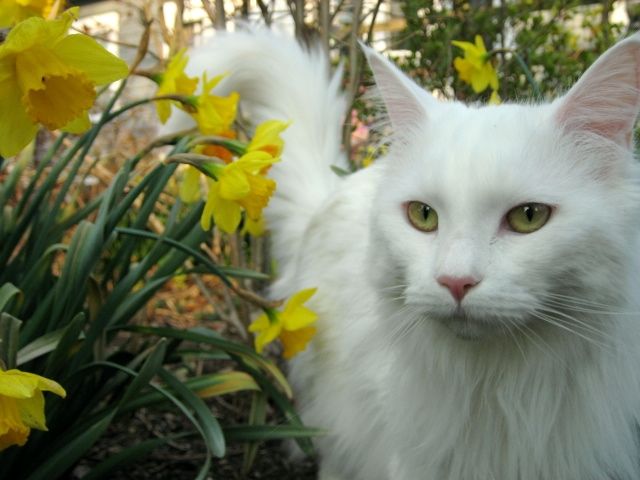
美しい白毛のメインクーン

メインクーンは一般的にはニューイングランドの気候で生活できるように丈夫で健康なブリードである。一番危険な病気は肥大型心筋症で、メインクーンの場合は優性遺伝で遺伝する。特に中年期から老年期の猫や雄猫に発症しやすいとされている。肥大型心筋症は、左心室の筋肉が肥大し硬くなる心筋の病気で、猫の場合、心不全、大動脈血栓塞栓症による後足の麻痺、突然死などの原因となる。1歳から7歳のメインクーンなら、心臓超音波診断（心エコー検査）で肥大型心筋症を発見することが可能である。また、この病気を発症する遺伝子異常は遺伝子検査により発見することも可能である。ワシントン州立大学の獣医学部で遺伝子突然変異の検査をしたメインクーンの内、3分の1の猫が陽性であった。心臓ミオシン結合タンパク質Cの遺伝暗号を指定する遺伝子の突然変異が、ある特定のメインクーンの遺伝系列においては、肥大型心筋症の要因となってきたことがわかっている。
もうひとつの健康リスクは脊髄性筋萎縮症で、これもまた遺伝性の病気で、胴や四肢の筋肉を動かす脊髄の神経が消失することにより発生する病気である。症状は通常、生後3～4ヶ月で発症し、筋肉の萎縮、筋力の低下、短命などに繋がる。この病気を発症する遺伝子も検査により発見することが可能である。
股関節の運動障害や関節炎となる異形成症もメインクーンには見られる。動物整形外科財団が2007年に纏めた研究レポートによると1974年1月から2008年12月までに動物をブリードごとに最低各100のケースを調査したうち、メインクーンは994のケースがあり23.5%を占め、27位だった。ちなみにメインクーンはこのレポートで唯一の猫であった。

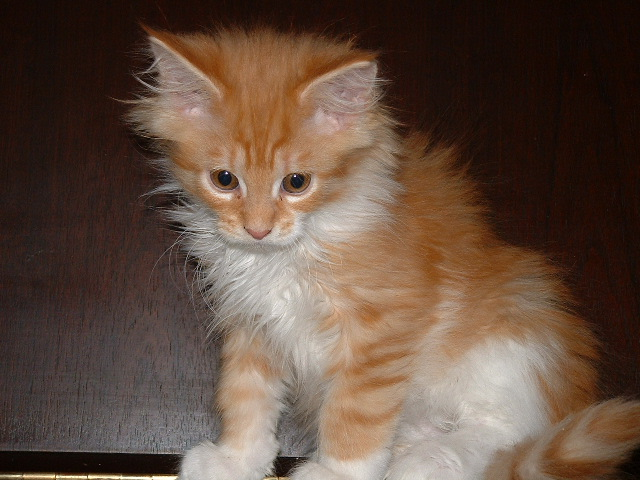
日齢75のメインクーンの仔猫

多発性嚢胞腎は進行の遅い病気で、ペルシャ又はペルシャ系のブリードのみに発症するとされていた病気であるが、メインクーンも発症する可能性があることが分かっている。症状は大抵7歳頃に出始め、不治の病である。多発性嚢胞腎は一般的に腎不全を発症する原因となり、また遺伝性のものであるため、病気発症の唯一の防止法は慎重なスクリーニングと検査のみである。